# Jean-Pierre de Clippele
Jean-Pierre de Clippele, né le 3 septembre 1928 à Orroir et décédé le 22 juin 2012 à Uccle, est un homme politique belge bruxellois, membre de l'Union démocratique pour le respect du travail, puis du Mouvement réformateur (MR),. Il est le père d'Olivier de Clippele.
Notaire honoraire, docteur en droit (KU Leuven), licencié en notariat, en sciences économiques appliquées (UCLouvain); officier de réserve.

## Distinctions
- Chevalier de l'Ordre de la Couronne.
- Chevalier de l'Ordre de Léopold.
- Chevalier de l'Ordre équestre du Saint-Sépulcre de Jérusalem

## Fonctions politiques
- Sénateur du 8 novembre 1981 au 24 novembre 1991 (UDRT en 1981-1985, PRL ensuite).
  - Ancien Vice-Président du Sénat.
  - Membre du Conseil de la Région de Bruxelles-Capitale depuis le 18 juin 1989.
- Député fédéral belge:
  - du 24 novembre 1991 au 12 avril 1995